# Campeonato Mundial de Atletismo de 2011
Campeonato Mundial de Atletismo de 2011 foi a 13ª edição bienal do esporte realizado em Daegu, na Coreia do Sul, sob organização da Associação Internacional de Federações de Atletismo– IAAF e da Associação Sul-Coreana de Federações de Atletismo. As competições ocorreram no Daegu Stadium entre 27 de agosto e 4 de setembro de 2011. A cidade coreana foi escolhida como sede durante o congresso da IAAF em Mombasa, em março de 2007, derrotando outras três candidatas.
O torneio teve a participação  de 204 nações e 1848 atletas. Os Estados Unidos lideraram o quadro geral com doze medalhas de ouro e um total de vinte e cinco. Um recorde mundial e três recordes do campeonato foram quebrados durante o evento. O Brasil conquistou sua primeira medalha de ouro em Mundiais nesta edição com Fabiana Murer, no salto com vara. A anfitriã Coreia do Sul não ganhou nenhuma medalha.

## Local
As provas, com exceção da maratona e da marcha atlética, foram disputadas no Daegu Stadium, também conhecido como Blue Arc (Arco Azul). O estádio, casa do time de futebol Daegu FC, foi palco de jogos da Copa do Mundo de 2002 e da Universíade 2003. Com 66.000 lugares, o estádio foi inaugurado em 2001; seu teto foi construído em duas seções, cada uma delas em forma de um arco inclinado de aço.

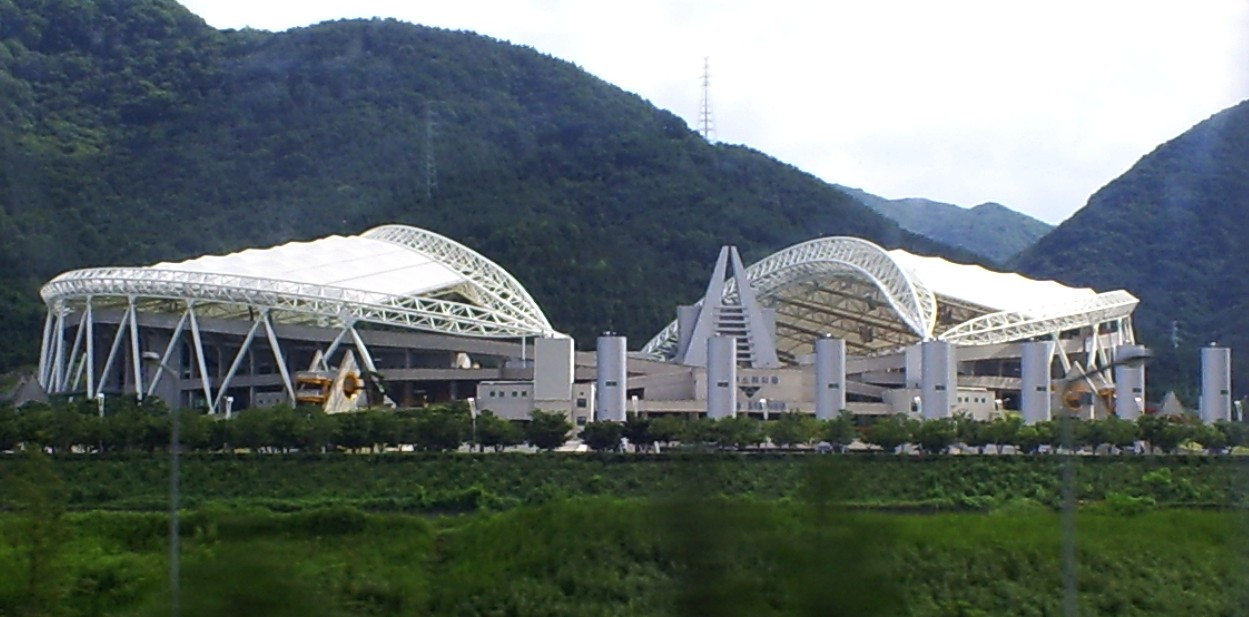
O "Blue Arc".

## Prêmios
O campeonato pagou prêmios em dinheiro e esta edição dividiu mais de sete milhões de dólares entre os atletas, incluindo um bônus de US$100.000 dólares para quem estabelecesse um novo recorde mundial em sua modalidade. Os principais prêmios foram:
| Eventos individuais – $60.000 – $30.000 – $20.000 4° lugar: $15.000 5º lugar: $10.000 6° lugar: $6.000 7º lugar: $5.000 8° lugar: $4.000 | Eventos por equipe – $80.000 – $40.000 – $20.000 4° lugar: $16.000 5º lugar: $12.000 6° lugar: $8.000 7º lugar: $6.000 8° lugar: $4.000 |

A prova da maratona do campeonato também fez parte da IAAF World Marathon Cup, que é corrida por equipes e premiou os vencedores com 1º US$20.000; 2º US$15.000; 3º US$12.000; 4º US$10.000; 5º US$8000; 6º US$6000 dólares.

## Doping
Ainda em novembro de 2011, a IAAF anunciou que duas das 468 amostras de urina analisadas na competição tinham acusado doping: a fundista portuguesa Sara Moreira e a velocista coreana Hee-Nam Lim testaram positivo para dimetilamilamina. As duas foram suspensas preventivamente  e a portuguesa suspensa por seis meses em dezembro daquele ano. Em março de 2012, a Federação de Atletismo de Trinidad e Tobago anunciou que a velocista Semoy Hackett, integrante do 4x100 m feminino do país que tinha chegado em quarto lugar, havia testado positivo para a mesma substância no campeonato nacional trinitino anterior ao Mundial, causando sua suspensão por seis meses e a anulação do resultado da equipe trinitina no Mundial. Em 2013, o arremessador de peso bielorrusso Andrei Mikhnevich testou positivo para anabolizantes num segundo teste feito de amostras dos atletas do Campeonato Mundial de Atletismo de 2005, em Helsinque. Como foi sua segunda falta, ele foi banido do esporte e todos os seus resultados a partir deste ano anulados. Assim, ele perdeu a medalha de bronze originalmente conquistada neste Mundial.
No bojo do escândalo de dopagem descoberto em 2015–2016 envolvendo o atletismo russo, que levou a vários testes serem refeitos com tecnologia mais moderna de amostras de urina e sangue guardadas de eventos passados, a russa Tatyana Chernova, vencedora original do heptatlo, teve sua medalha de ouro e suas marcas retiradas por doping pelo Tribunal Arbitral do Esporte em novembro de 2016.  No mesmo ano, os marchadores russos Valeriy Borchin e Vladimir Kanaykin, ouro e prata na marcha de 20 km, tiveram suas medalhas confiscadas e seus resultados eliminados, o que fez do colombiano  Luis Fernando López, terceiro colocado na época, o primeiro campeão mundial de atletismo da Colômbia. O mesmo aconteceu com o também russo campeão da marcha de 50 km, Sergey Bakulin, com a campeã dos 800 metros, Mariya Savinova, banida do esporte por quatro anos em 2017 e com todas suas medalhas entre 2010 e 2013 confiscadas. e com a vencedora da marcha atlética de 20 km, Olga Kaniskina.  Das oito medalhas de ouro originalmente conquistadas pela Rússia em Daegu, ela posteriormente perdeu quatro. 

## Recordes
O evento viu dois recordes do campeonato serem quebrados e um igualado e um recorde mundial ser estabelecido, conquistado pela equipe da Jamaica – Usain Bolt, Nesta Carter,
Michael Frater e Yohan Blake – nos 4x100 m masculinos.
| Recorde               | Modalidade                    | Atleta        | País          | Marca   | Anterior             |
| Recorde mundial       | revezamento 4x100 m masculino | Jamaica       | Jamaica       | 37.04   | 37.31 – Berlim 2009  |
| Recorde do campeonato | 100 m c/ barreiras            | Sally Pearson | Austrália     | 12.28   | 12.34 – Roma 1987    |
| Recorde do campeonato | arremesso de peso             | Valerie Adams | Nova Zelândia | 21,24 m | igualado – Roma 1987 |

## Quadro de medalhas
| Posição | País                  | Ouro | Prata | Bronze | Total |
| 1       | Estados Unidos        | 12   | 9     | 7      | 28    |
| 2       | Quênia                | 7    | 8     | 3      | 18    |
| 3       | Jamaica               | 4    | 4     | 1      | 9     |
| 4       | Alemanha              | 3    | 4     | 1      | 8     |
| 5       | Grã-Bretanha          | 3    | 3     | 2      | 8     |
| 6       | Rússia                | 3    | 1     | 3      | 7     |
| 7       | China                 | 2    | 2     | 4      | 8     |
| 8       | África do Sul         | 1    | 2     | 1      | 4     |
| 9       | Austrália             | 1    | 2     |        | 3     |
| 10      | Etiópia               | 1    |       | 4      | 5     |
| 11      | Colômbia              | 1    |       | 1      | 2     |
| 11      | Polônia               | 1    |       | 1      | 2     |
| 11      | Ucrânia               | 1    |       | 1      | 2     |
| 14      | Botswana              | 1    |       |        | 1     |
| 14      | Brasil                | 1    |       |        | 1     |
| 14      | República Tcheca      | 1    |       |        | 1     |
| 14      | Granada               | 1    |       |        | 1     |
| 14      | Japão                 | 1    |       |        | 1     |
| 14      | Nova Zelândia         | 1    |       |        | 1     |
| 14      | Tunísia               | 1    |       |        | 1     |
| 21      | Cuba                  |      | 1     | 3      | 4     |
| 21      | França                |      | 1     | 3      | 4     |
| 23      | Itália                |      | 1     | 1      | 2     |
| 24      | Canadá                |      | 1     |        | 1     |
| 24      | Croácia               |      | 1     |        | 1     |
| 24      | Estónia               |      | 1     |        | 1     |
| 24      | Hungria               |      | 1     |        | 1     |
| 24      | Cazaquistão           |      | 1     |        | 1     |
| 24      | Letônia               |      | 1     |        | 1     |
| 24      | Noruega               |      | 1     |        | 1     |
| 24      | Porto Rico            |      | 1     |        | 1     |
| 24      | Sudão                 |      | 1     |        | 1     |
| 33      | São Cristóvão e Neves |      |       | 2      | 2     |
| 34      | Bahamas               |      |       | 1      | 1     |
| 34      | Bielorrússia          |      |       | 1      | 1     |
| 34      | Bélgica               |      |       | 1      | 1     |
| 34      | Irã                   |      |       | 1      | 1     |
| 34      | Eslovênia             |      |       | 1      | 1     |
| 34      | Coreia do Sul         |      |       | 1      | 1     |
| 34      | Espanha               |      |       | 1      | 1     |
| 34      | Trinidad e Tobago     |      |       | 1      | 1     |
| 34      | Zimbabwe              |      |       | 1      | 1     |

## Medalhistas

### Masculino
| Evento                         | Ouro                                                                             | Ouro     | Prata                                                                                  | Prata    | Bronze                                                                                | Bronze   |
| 100 m detalhes                 | Yohan Blake · Jamaica                                                            | 9.92     | Walter Dix · Estados Unidos                                                            | 10.08    | Kim Collins · São Cristóvão e Neves                                                   | 10.09    |
| 200 m detalhes                 | Usain Bolt · Jamaica                                                             | 19.40    | Walter Dix · Estados Unidos                                                            | 19.70    | Christophe Lemaitre · França                                                          | 19.80    |
| 400 m detalhes                 | Kirani James · Granada                                                           | 44.60    | LaShawn Merritt · Estados Unidos                                                       | 44.63    | Kevin Borlée · Bélgica                                                                | 44.90    |
| 800 m detalhes                 | David Rudisha · Quênia                                                           | 1:43.91  | Abubaker Khamis · Sudão                                                                | 1:44.41  | Yuri Borzakovsky · Rússia                                                             | 1:44.49  |
| 1500 m detalhes                | Asbel Kiprop · Quênia                                                            | 3:35.69  | Silas Kiplagat · Quênia                                                                | 3:35.92  | Matthew Centrowitz · Estados Unidos                                                   | 3:36.08  |
| 5000 m detalhes                | Mo Farah · Grã-Bretanha                                                          | 13:23.36 | Bernard Lagat · Estados Unidos                                                         | 13:23.64 | Dejen Gebremeskel · Etiópia                                                           | 13:23.92 |
| 10000 m detalhes               | Ibrahim Jeilan · Etiópia                                                         | 27:13.81 | Mo Farah · Grã-Bretanha                                                                | 27:14.07 | Imane Merga · Etiópia                                                                 | 27:19.14 |
| Maratona detalhes              | Abel Kirui · Quênia                                                              | 2:07:38  | Eliud Kiptanui · Quênia                                                                | 2:10:06  | Feyisa Lilesa · Etiópia                                                               | 2:10:32  |
| 110 m c/ barreiras detalhes    | Jason Richardson · Estados Unidos                                                | 13:16    | Liu Xiang · China                                                                      | 13:27    | Andy Turner · Grã-Bretanha                                                            | 13:44    |
| 400 m c/ barreiras detalhes    | Dai Greene · Grã-Bretanha                                                        | 48.26    | Javier Culson · Porto Rico                                                             | 48.44    | Louis Jacob van Zyl · África do Sul                                                   | 48.80    |
| 3000 m c/ obstáculos detalhes  | Ezekiel Kemboi · Quênia                                                          | 8:14.85  | Brimin Kipruto · Quênia                                                                | 8:16.05  | Mahiedine Mekhissi-Benabbad · França                                                  | 8:16.09  |
| Marcha 20 km [a] detalhes      | Luis Fernando López · Colômbia                                                   | 1:20:38  | Wang Zhen · China                                                                      | 1:20:54  | Kim Hyun-sub Coreia do Sul                                                            | 1:21:17  |
| Marcha 50 km [b] detalhes      | Denis Nizhegorodov · Rússia                                                      | 3:42:45  | Jared Tallent · Austrália                                                              | 3:43:36  | Si Tianfeng · China                                                                   | 3:44:40  |
| 4x100 m detalhes               | Jamaica · Nesta Carter · Yohan Blake · Michael Frater · Usain Bolt               | 37.04    | França · Teddy Tinmar · Christophe Lemaitre · Yannick Lesourd · Jimmy Vicaut           | 38.20    | São Cristóvão e Neves · Jason Rogers · Kim Collins · Antoine Adams · Brijesh Lawrence | 38.49    |
| 4x400 m detalhes               | Estados Unidos · Greg Nixon · Bershawn Jackson · Angelo Taylor · LaShawn Merritt | 2:59.31  | África do Sul · Shane Victor · Ofentse Mogawane · Willem de Beer · Louis Jacob van Zyl | 2:59.87  | Jamaica · Allodin Fothergill · Jermaine Gonzales · Riker Hylton · Leford Green        | 3:00.10  |
| Salto com vara detalhes        | Paweł Wojciechowski Polônia                                                      | 5,90 m   | Lázaro Borges · Cuba                                                                   | 5,90 m   | Renaud Lavillenie · França                                                            | 5,85 m   |
| Salto em distância detalhes    | Dwight Phillips · Estados Unidos                                                 | 8,45 m   | Mitchell Watt · Austrália                                                              | 8,33 m   | Ngonidzashe Makusha · Zimbabwe                                                        | 8,29 m   |
| Salto triplo detalhes          | Christian Taylor · Estados Unidos                                                | 17,96 m  | Phillips Idowu · Grã-Bretanha                                                          | 17,77 m  | Will Claye · Estados Unidos                                                           | 17,50 m  |
| Salto em altura detalhes       | Jesse Williams · Estados Unidos                                                  | 2,35 m   | Aleksey Dmitrik · Rússia                                                               | 2,35 m   | Trevor Barry · Bahamas                                                                | 2,32 m   |
| Arremesso de peso [c] detalhes | David Storl · Alemanha                                                           | 21,78 m  | Dylan Armstrong · Canadá                                                               | 21,64 m  | Christian Cantwell · Estados Unidos                                                   | 21,36 m  |
| Lançamento de disco detalhes   | Robert Harting · Alemanha                                                        | 68,97 m  | Gerd Kanter Estônia                                                                    | 66,95 m  | Ehsan Haddadi Irã                                                                     | 66,08 m  |
| Lançamento de martelo detalhes | Koji Murofushi · Japão                                                           | 81,24 m  | Krisztián Pars · Hungria                                                               | 81,18 m  | Primož Kozmus · Eslovênia                                                             | 79,39 m  |
| Lançamento de dardo detalhes   | Matthias de Zordo · Alemanha                                                     | 86,27 m  | Andreas Thorkildsen · Noruega                                                          | 84,78 m  | Guillermo Martínez · Cuba                                                             | 84,30 m  |
| Decatlo detalhes               | Trey Hardee · Estados Unidos                                                     | 8607 pts | Ashton Eaton · Estados Unidos                                                          | 8505 pts | Leonel Suárez · Cuba                                                                  | 8501 pts |

Marcha 20 km  Os marchadores russos Valeriy Borchin e Vladimir Kanaykin, envolvidos no escândalo de dopagem russa em 2015–2016, perderam cinco anos depois suas medalhas de ouro e prata conquistadas na prova, com as medalhas sendo realocadas. 

Marcha 50 km  O russo Sergei Bakulin, envolvido no escândalo de dopagem russa em 2015–2016, perdeu cinco anos depois sua medalha de ouro conquistada na prova, com as medalhas sendo realocadas.

arremesso de peso  O arremessador de peso bielorrusso Andrei Mikhnevich, medalha de bronze, perdeu sua medalha por doping em 2013, sendo a medalha realocada.

### Feminino
| Evento                            | Ouro                                                                                     | Ouro      | Prata                                                                                          | Prata    | Bronze                                                                                    | Bronze   |
| 100 m detalhes                    | Carmelita Jeter · Estados Unidos                                                         | 10.90     | Veronica Campbell-Brown · Jamaica                                                              | 10.97    | Kelly-Ann Baptiste · Trinidad e Tobago                                                    | 10.98    |
| 200 m detalhes                    | Veronica Campbell-Brown · Jamaica                                                        | 22.22     | Carmelita Jeter · Estados Unidos                                                               | 22.37    | Allyson Felix · Estados Unidos                                                            | 22.42    |
| 400 m detalhes                    | Amantle Montsho · Botswana                                                               | 49.56     | Allyson Felix · Estados Unidos                                                                 | 49.59    | Francena McCorory · Estados Unidos                                                        | 50.45    |
| 800 m detalhes                    | Caster Semenya · África do Sul                                                           | 1:56.35   | Janeth Jepkosgei · Quênia                                                                      | 1:57.42  | Alysia Montaño · Estados Unidos                                                           | 1:57.48  |
| 1500 m detalhes                   | Jennifer Simpson · Estados Unidos                                                        | 4:05.40   | Hannah England · Grã-Bretanha                                                                  | 4:05.68  | Natalia Rodríguez · Espanha                                                               | 4:05.87  |
| 5000 m detalhes                   | Vivian Cheruiyot · Quênia                                                                | 14:55.36  | Sylvia Kibet · Quênia                                                                          | 14:56.21 | Meseret Defar · Etiópia                                                                   | 14:56.94 |
| 10000 m detalhes                  | Vivian Cheruiyot · Quênia                                                                | 30:48.98  | Sally Kipyego · Quênia                                                                         | 30:50.04 | Linet Masai · Quênia                                                                      | 30:53.59 |
| Maratona detalhes                 | Edna Kiplagat · Quênia                                                                   | 2:28:43   | Priscah Jeptoo · Quênia                                                                        | 2:29:00  | Sharon Cherop · Quênia                                                                    | 2:29:14  |
| 100 m c/ barreiras detalhes       | Sally Pearson · Austrália                                                                | 12.28     | Danielle Carruthers · Estados Unidos                                                           | 12.47    | Dawn Harper · Estados Unidos                                                              | 12.47    |
| 400 m c/ barreiras detalhes       | Lashinda Demus · Estados Unidos                                                          | 52.47     | Melaine Walker · Jamaica                                                                       | 52.73    | Natalya Antyukh · Rússia                                                                  | 53.85    |
| 3000 m c/ obstáculos [c] detalhes | Habiba Ghribi · Tunísia                                                                  | 9:11.97   | Milcah Cheywa · Quênia                                                                         | 9:17.16  | Mercy Wanjiku · Quênia                                                                    | 9:17.88  |
| 4x100 m detalhes                  | Estados Unidos · Bianca Knight · Allyson Felix · Marshevet Hooker · Carmelita Jeter      | 41.56     | Jamaica · Shelly-Ann Fraser-Pryce · Kerron Stewart · Sherone Simpson · Veronica Campbell-Brown | 41.70    | Ucrânia · Olesya Povh · Nataliya Pohrebnyak · Mariya Ryemyen · Hrystyna Stuy              | 42.51    |
| 4x400 m detalhes                  | Estados Unidos · Jessica Beard · Sanya Richards-Ross · Allyson Felix · Francena McCorory | 3:18.09   | Jamaica · Rosemarie Whyte · Davita Prendergast · Novlene Williams-Mills · Shericka Williams    | 3:18.71  | Grã-Bretanha · Perri Shakes-Drayton · Nicola Sanders · Christine Ohuruogu · Lee McConnell | 3:23.63  |
| Marcha 20 km [e] detalhes         | Liu Hong · China                                                                         | 1:30:00   | Elisa Rigaudo · Itália                                                                         | 1:30:44  | Qieyang Shenjie · China                                                                   | 1:31:14  |
| Salto com vara detalhes           | Fabiana Murer · Brasil                                                                   | 4,85 m    | Martina Strutz · Alemanha                                                                      | 4,80 m   | Svetlana Feofanova · Rússia                                                               | 4,75 m   |
| Salto em distância detalhes       | Brittney Reese · Estados Unidos                                                          | 6.82      | Ineta Radēviča · Letônia                                                                       | 6,76 m   | Nastassia Mironchyk-Ivanova · Bielorrússia                                                | 6,74 m   |
| Salto triplo detalhes             | Olha Saladukha · Ucrânia                                                                 | 14,94 m   | Olga Rypakova · Cazaquistão                                                                    | 14,89 m  | Caterine Ibargüen · Colômbia                                                              | 14.84    |
| Salto em altura detalhes          | Anna Chicherova · Rússia                                                                 | 2,03 m    | Blanka Vlašić · Croácia                                                                        | 2,03 m   | Antonietta Di Martino · Itália                                                            | 2,00 m   |
| Arremesso de peso detalhes        | Valerie Adams · Nova Zelândia                                                            | 21,24 m = | Jillian Camarena-Williams · Estados Unidos                                                     | 20,02 m  | Gong Lijiao · China                                                                       | 19,97 m  |
| Lançamento de disco detalhes      | Li Yanfeng · China                                                                       | 66,52 m   | Nadine Müller · Alemanha                                                                       | 65,97 m  | Yarelys Barrios · Cuba                                                                    | 65,73 m  |
| Lançamento de martelo detalhes    | Tatyana Lysenko · Rússia                                                                 | 77,13 m   | Betty Heidler · Alemanha                                                                       | 76,06 m  | Zhang Wenxiu · China                                                                      | 75,03 m  |
| Lançamento de dardo detalhes      | Barbora Špotáková · Chéquia                                                              | 71,58 m   | Sunette Viljoen · África do Sul                                                                | 68,38 m  | Christina Obergföll · Alemanha                                                            | 65,24 m  |
| Heptatlo[f] detalhes              | Jessica Ennis · Grã-Bretanha                                                             | 6751 pts  | Jennifer Oeser · Alemanha                                                                      | 6572 pts | Karolina Tymińska Polônia                                                                 | 6544 pts |

400 metros rasos  Em maio de 2017 a russa Anastasiya Kapachinskaya, medalha de bronze original, teve todos as suas medalhas e marcas cassadas a partir de 2008 devido a doping. 

800 metros  A medalhista de ouro original, Mariya Savinova da Rússia, também vencedora em Londres 2012, teve sua medalha de ouro cassada por doping em fevereiro de 2017 pelo Tribunal Arbitral do Esporte, assim como todas conquistadas entre julho de 2010 e agosto de 2013, além de quatro anos de suspensão.

3000 m c/ obstáculos  A vencedora original, Yuliya Zaripova da Rússia, teve sua medalha de ouro cassada pelo Tribunal Arbitral do Esporte por doping em março de 2016.  As medalhas foram realocadas.

4x400 metros  Uma das integrantes do revezamento russo medalha de bronze, Anastasiya Kapachinskaya, foi cassada por doping em 2017, causando a desclassificação de toda a equipe.

marcha de 20 km  A medalhista de ouro  original, a russa Olga Kaniskina, teve sua medalha de ouro cassada pelo Tribunal Arbitral do Esporte por doping em março de 2016.  As medalhas foram realocadas.

Heptatlo  A medalhista de ouro original, Tatyana Chernova da Rússia, teve sua medalha de ouro cassada por doping em 29 de novembro de 2016 pelo Tribunal Arbitral do Esporte, com as demais medalhas sendo realocadas.

## Galeria

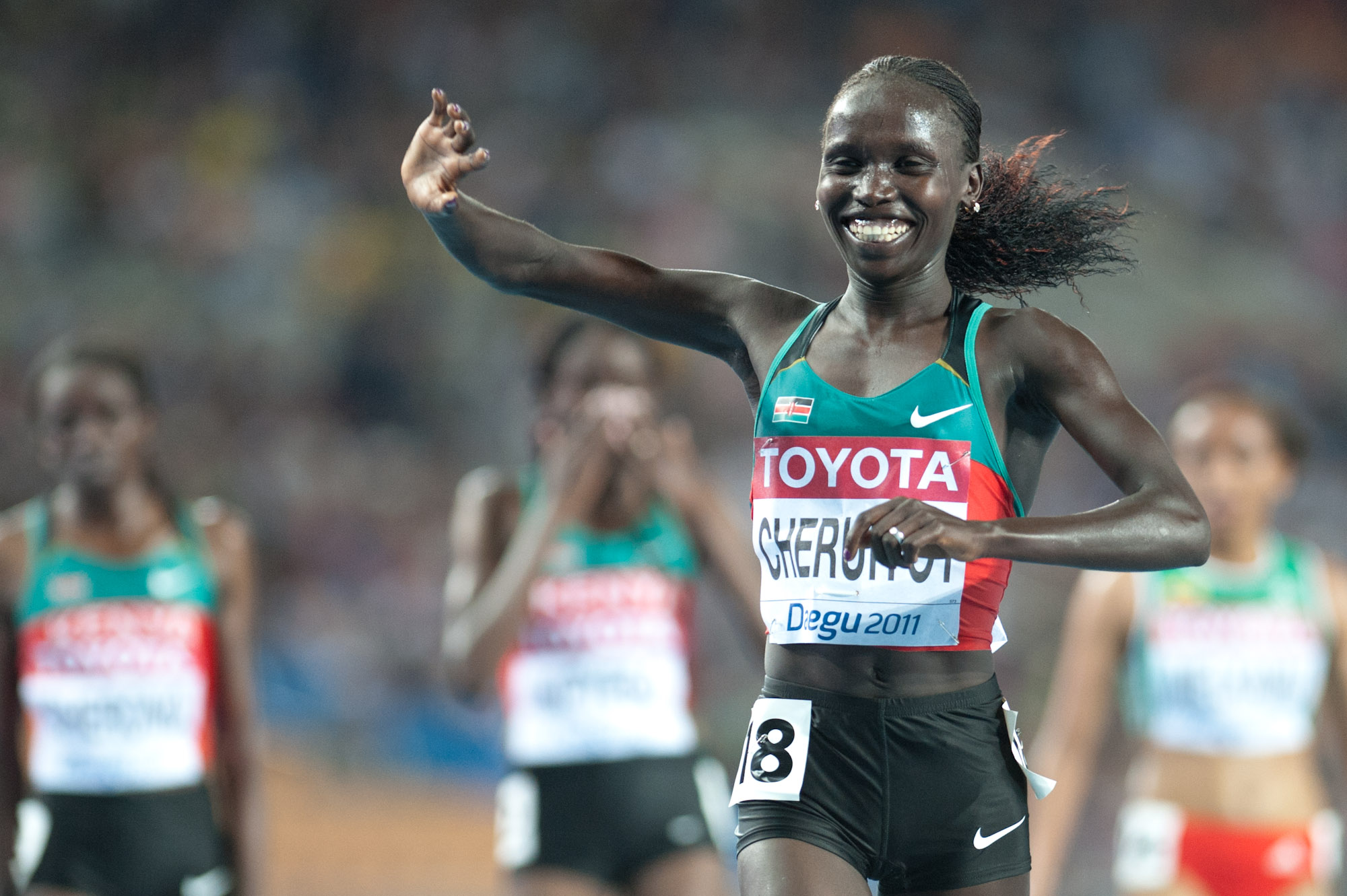
Vivian Cheruiyot conquistou duas medalhas de ouro, nos 5000 m e 10000 metros.
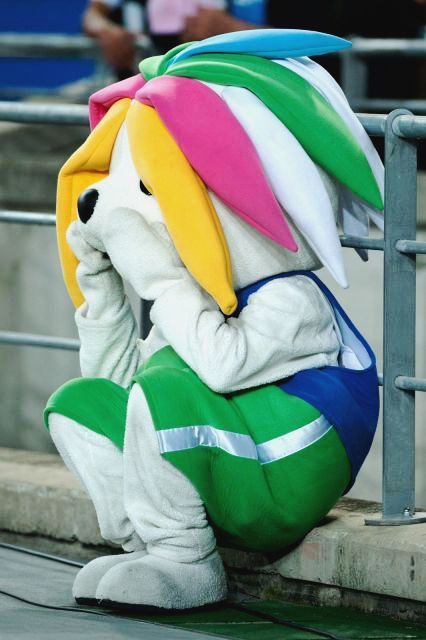
"Salbi", o mascote do Mundial
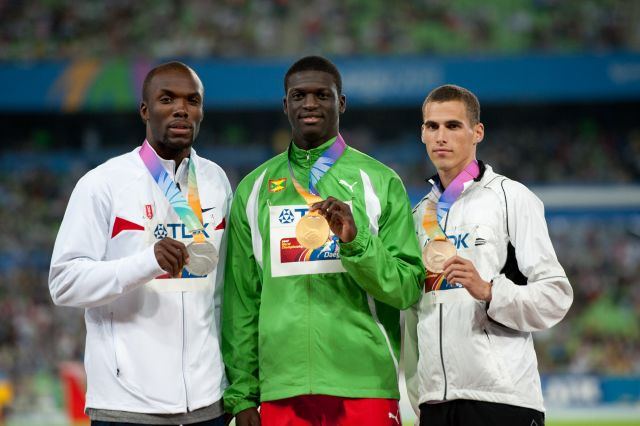
Pódio dos 400 metros masculino.
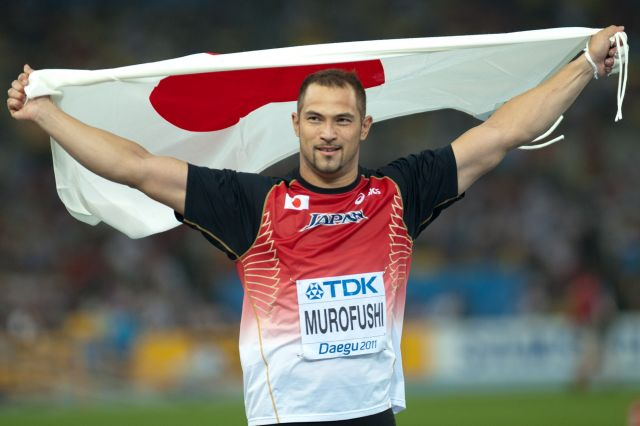
Koji Murofushi, do Japão, campeão do martelo.
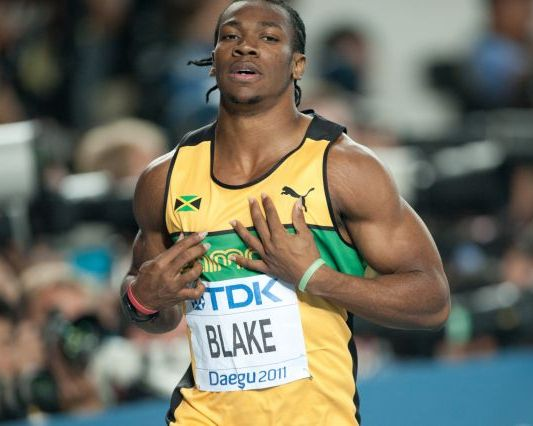
Yohan Blake, campeão dos 100 m rasos.
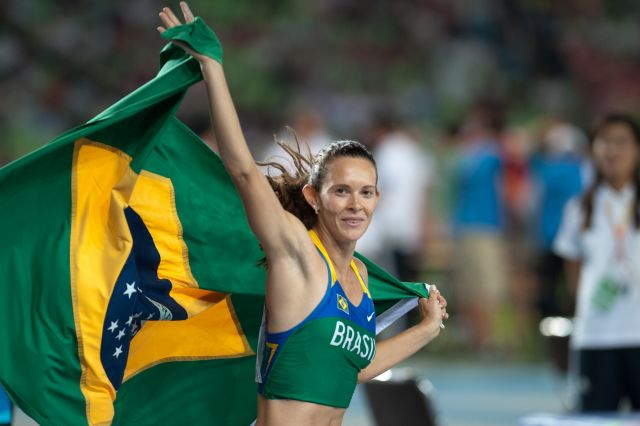
Fabiana Murer, campeã mundial do salto com vara.
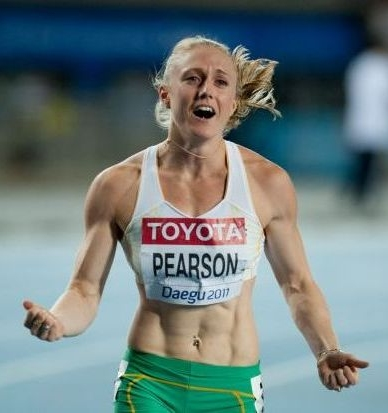
A australiana Sally Pearson quebrou o recorde do campeonato nos 100 m c/ barreiras.